# غريزلدا
غريزلدا (بالإنجليزية: Griselda) هو مسلسل دراما وجريمة أمريكي، من إخراج أندريس بايز. وبطولة صوفيا فيرغارا بدور غريزلدا بلانكو، تاجرة المخدرات الكولومبية سيئة السمعة. تم عرض المسلسل القصير لأول مرة على نتفليكس في 25 كانون الثاني/يناير 2024.
في 17 كانون الثاني/يناير، رفع أفراد عائلة غريزلدا بلانكو دعوى قضائية بتهمة الاستخدام غير المصرح به للأسماء، وطالبوا القاضي بوقف إصدار العرض.

## القصة
يروي المسلسل، المستوحى من أحداث حقيقية، رحلة "غريزلدا بلانكو" من ميديلين إلى أن أصبحت "عرّابة" إمبراطورية تجارة المخدرات في ميامي.

## روابط خارجية
- غريزلدا على موقع IMDb (الإنجليزية)
- غريزلدا على موقع ميتاكريتيك (الإنجليزية)
- غريزلدا على موقع روتن توميتوز (الإنجليزية)
- غريزلدا على موقع نتفليكس (الإنجليزية)
- غريزلدا على موقع قاعدة بيانات الأفلام العربية
- غريزلدا على موقع فيلمافينيتي (الإسبانية)
- غريزلدا على موقع ليتربوكسد (الإنجليزية)
- غريزلدا على موقع كينوبويسك (الروسية)
- غريزلدا على موقع ألو سيني (الفرنسية)
- غريزلدا على موقع قاعدة بيانات الفيلم (الإنجليزية)